# Abdelkarim Serhani
Abdelkarim Serhani, dit Le Faux Prince (arabe ou saoudien), était une personne célèbre en Belgique. Il est principalement connu pour s’être fait passer pendant quelques jours pour un prince arabe afin de pouvoir loger dans les plus grands palaces, faire la fête dans les boîtes de nuit les plus huppées, rouler dans des voitures de luxe et ce sans débourser le moindre centime,,. Quasi SDF, il a créé ce personnage afin de venger les personnes victimes du « délit de sale gueule » à l’entrée des boîtes de nuit.

## Robin des Bois

### La naissance du personnage
En décembre 2008, alors qu’il poursuit des études d’infirmier à Bruxelles, il imagine une imposture afin de venger toutes les victimes du « délit de sale gueule » à l’entrée des discothèques et des hôtels de luxe. Pour cela il contacte Ferrari en se faisant passer pour un représentant d’un prince du golfe Persique qui souhaiterait avoir une voiture de la marque à disposition. Le lendemain il arrive en limousine avec chauffeur chez le concessionnaire, et parvient à lui faire croire qu’il est un prince puis quitte la concession avec une Ferrari F430. Lors d’une interview du 31 décembre 2008 au quotidien La Dernière Heure, il déclare : « une F430 m’attendait sur le parking, avec une bouteille de champagne, je ne pouvais plus faire marche arrière ». Il fait de même auprès de plusieurs établissements de nuit bruxellois dont des hôtels et des boîtes de nuit.
Après quelques jours d’une vie de rêve, la supercherie est démasquée, il est alors inculpé par le parquet de Bruxelles, la presse tabloïd s’empare de l’affaire et lui donne le surnom de « Faux prince arabe (ou saoudien) »
Les nombreuses boîtes de nuit et palaces portent plainte, mais Ferrari ne le fera pas car celui-ci n'avait pas l'intention de voler le véhicule. Laissé en liberté et littéralement harcelé par les médias, il décide de partir en Australie pour tenter de refaire sa vie.

### L’Australie
En Australie, Abdelkarim Serhani se retrouve sans le sou, errant sous les ponts de la ville de Sydney, il récidive sur l’île Hamilton, connue pour être le sanctuaire des milliardaires. Utilisant le même procédé qu’en Belgique, il annonce son arrivée auprès de la direction de l’île, qui met à sa disposition une suite dans un hôtel de luxe, un hélicoptère, ainsi qu’un yacht. il va séjourner sur cette île pendant seize jours, sans débourser le moindre centime. Au bout de trois semaines, il est démasqué.
En juin 2009 , les autorités australiennes pensaient pouvoir le retenir en le privant de passeport, mais il réussit à s’enfuir et se lance dans une véritable épopée qui va l’amener à traverser l’Asie, sans passeport ni argent. Inspiré par Frank Abagnale, Jr., il ne va pas hésiter à envoyer aux médias une vidéo,, où il nargue la police avec cette phrase mythique « catch me if you can », inspirée du film Arrête-moi si tu peux de Steven Spielberg afin de faire libérer des amis restés sur place. Sa cavale va durer six mois avant son retour en France, dans des conditions que tout le monde ignore. Il sera condamné à rembourser les frais au civil.

### Une nouvelle notoriété
En janvier 2010, il donne une nouvelle orientation à ses talents d’imposteur et réalise un gag avec la complicité de journalistes avec qui il se fait passer pour un riche industriel lors du 88e salon de l’automobile de Bruxelles, ce qui lui permet de rouler en Rolls-Royce. Le 22 février 2011, Endemol lui propose de participer à l’émission Secret Story 5, ce qu’il refuse.
Le 15 décembre 2011, le journal La Capitale en Belgique ainsi que l’émission australienne A Current Affair, diffusée sur Channel 9, présentée par Tracy Grimshaw, annoncent que l’île Hamilton lui propose de devenir ambassadeur en échange de l’abandon des poursuites civiles pesant sur lui en Australie.
Rangé, il entend bien ne plus laisser les médias entretenir des propos malveillants ou diffamatoires le concernant. Ainsi, il attaque journalistes et maisons de production et demande de lourdes indemnités, la dernière plainte datant du 22 décembre 2011, pour diffamation et utilisation de son image sans autorisation contre la chaîne RTL-TVI  à qui il réclame 150 000 euros de dommages et intérêts. Le 22 janvier 2012, il invite des journalistes de La Capitale à le suivre lors de l’un gag anti-capitaliste, au 90e salon de l’automobile de Bruxelles ce qui lui permet de rouler en Lamborghini Aventador.

### Écrivain et militant politique
En novembre 2012, il écrit un petit ouvrage que les médias qualifient d'« épopée extraordinaire » ou encore de « parcours hors des normes pour un auteur touchant ». L'auteur y raconte son enfance, ce qui l'a amené vers la délinquance, son mal-être. Autrefois connu pour ses frasques, Abdelkarim surprend par ses talents d'écriture. Mille et une esbroufes était épuisé dès la première semaine de sa sortie en Belgique. Il refuse alors la réédition, et sort de le vie publique, nul ne sait ce qu'il est devenu depuis lors.
En 2009, il intègre un grand groupe industriel suisse qui lui donne une seconde chance et lance sa carrière professionnelle. Il rejoint dans la foulée le conseil d'administration de l'association Réagir à Tourcoing qui lutte contre les toxicomanies et lance la publication du livre Réagir publié aux éditions Frère. Militant, il accompagne la publication du livre photo Prisons aux éditions Frère qui est classé parmi les 50 ouvrages photo de l'année.